# Asdrubale di Annone
Asdrubale  (... – 251 a.C.) è stato un generale cartaginese, al tempo della Prima guerra punica.

## Biografia
Polibio lo chiama figlio di Annone . Durante la prima guerra punica Asdrubale era uno generali cartaginesi che,  con Bostare ed Amilcare, comandò le armate contro Marco Atilio Regolo, appena sbarcato in Africa nel 256 a.C.. I tre generali cartaginesi, in netta inferiorità numerica (meno di 6000 cartaginesi tra cavalleria e fanteria contro 20.000 romani), si ritirarono con tutto l'esercito sulle montagne, invece di affrontare le forze romane in pianura, dove i cartaginesi avrebbero potuto sfruttare appieno le capacità della loro cavalleria e degli elefanti, come verrà poi fatto a copertura della ritirata dalla sconfitta . Furono così sconfitti da Atilio Regolo presso la città di Adys.
Dopo la sconfitta, il comando delle forze cartaginesi fu affidato a Santippo, anche se non sembra che Asdrubale sia stato ufficialmente deposto. Dopo la sconfitta di Atilio Regolo, Asdrubale fu nuovamente inviato in Sicilia con una grossa armata e con ben 140 elefanti . La presenza così numerosa di tali animali impaurì fortemente i Romani, che non vollero affrontare l'esercito cartaginese in campo aperto, lasciando ad Annone la possibilità di agire indisturbato. Annone, però, non colse il momento favorevole e nei due anni successivi non compì nessuna azione di rilievo, se non alcune schermaglie prive di importanza. Finalmente, all'inizio del 251 a.C., anche su sollecitazioni del Senato cartaginese, si decise ad attaccare il console romano Lucio Cecilio Metello sotto le mura di Palermo. Ma Metello, ben preparato militarmente e partendo da una posizione di difesa fortificata, riuscì non solo a respingere l'attacco, ma anche a distruggere in maniera completa l'esercito cartaginese e a uccidere o catturare tutti gli elefanti. Si trattò di una vittoria decisiva, perché da quel momento e per tutto il resto della guerra i Romani ebbero la superiorità in ogni operazione terrestre, avendo dimostrato che gli elefanti non erano imbattibili. In Sicilia il territorio cartaginese si ridusse solo alle poche miglia quadrate attorno a Drepana, al Lilibeo e in genere alla punta occidentale dell'isola, con i Romani che avanzavano per assediare tali postazioni.
Dopo la sconfitta, Asdrubale si ritirò a Lilibeo, ma poco dopo fu richiamato a Cartagine e messo a morte .